# Lletó
Lletó es una localidad española, hoy día deshabitada, del municipio de Alàs i Cerc, perteneciente a la provincia de Lérida, en la comunidad autónoma de Cataluña.

## Historia
Hacia mediados del siglo XIX, el lugar tenía contabilizada una población de 9 habitantes. Aparece descrito en el décimo volumen del Diccionario geográfico-estadístico-histórico de España y sus posesiones de Ultramar de Pascual Madoz de la siguiente manera:

LLETÓ: ald. en la prov; de Lérida (20 leg.), part. jud. y dióc. de Seo de Urgel (2), aud. terr. y c. g. de Barcelona (26): sit. al pié de la montaña de Cadí, inmediata á un riach. que baja de esta; clima frio, le combaten todos los vientos y no se conocen mas enfermedades que las generales. Tiene 2 casas dependientes del l. de Orladó en cuyo térm. se hallan. El terreno es de mala calidad, comprendiéndose en él parte de la ya mencionada montaña, y le atraviesa un riach. caminos: los locales en mal estado: el correo se recibe de la cab. de part. por propio. prod.: trigo, legumbres y patatas; cria de ganado lanar, cabrio y vacuno; caza de perdices, liebres y conejos. ind.: ademas de la agricultura, 2 fáb. una de moler trigo y otra para aserrar tablas. pobl.: 2 vec., 9 alm. riqueza y contr. con su ayunt.
(Madoz, 1847, pp. 498-499)

El lugar, perteneciente al municipio de Alàs i Cerc, es en la actualidad un despoblado.